# Das alte Haus auf Hartkopsbever
Das alte Haus auf Hartkopsbever ist ein Kinderbuch von Carola Lepping mit Illustrationen von Ilse Noor, das 1970 im Middelhauve Verlag erschienen ist. 

## Inhalt
Das Buch beschreibt ein für das Bergische Land typisches altes Haus sowie das Dorf Hartkopsbever (heute ein Ortsteil von Hückeswagen) aus der Sicht von Tante Emmchen, die ihrer Nichte Nathalie erzählt, wie das Leben in dem alten Dorf im Verlauf der Jahreszeiten ist. Das Buch beschreibt, wie Industrien wie die Weberei, für die Hückeswagen bekannt war, verschwunden sind.
Die Illustratorin des Buches, Ilse Noor, lebte die meiste Zeit ihrer frühen Kindheit in einem damals 300 Jahre alten Haus in Kleineichen (Hückeswagen).
Das Buch wurde 1971 von Ruth Cavin ins Englische übersetzt, nachdem der US-amerikanische Verlag Harlin Quist eine Reihe von Büchern vom deutschen Middelhauve Verlag übernommen hatte, der das Buch ursprünglich veröffentlicht hatte.

## Deutsche Ausgabe
- Carola Lepping, Ilse Noor: Das alte Haus auf Hartkopsbever, Gertraud Middelhauve Verlag, Köln 1970, ISBN 9783787691197.

## Englische Ausgabe
- Ruth Cavin, Ilse Noor, Carola Lepping: The House on the Hill, Harlin Quist Inc., 1971, ISBN 9780825200694.